# Leptomiopteryx dispar
Leptomiopteryx dispar är en bönsyrseart som beskrevs av Lucien Chopard 1911. Leptomiopteryx dispar ingår i släktet Leptomiopteryx och familjen Thespidae. Inga underarter finns listade i Catalogue of Life.